# Třebíč (huyện)
Huyện Třebíč (tiếng Séc: Okres Třebíč) là một huyện (okres) nằm trong vùng Vysočina của Cộng hòa Séc. Huyện Třebíč có diện tích 1518 km², dân số năm 2002 là 116415 người. Thủ phủ huyện đóng ở Třebíč. Huyện này có 173 khu tự quản.

## Các khu tự quản
Huyện Třebíč có 173 khu tự quản sau: